# Gran Premi Copenhaguen-Odsherred Classic
El Gran Premi Copenhaguen-Odsherred Classic era una competició ciclista danesa d'un sol dia que es va disputar del 2008 al 2009 a Copenhaguen. Va formar part de l'UCI Europa Tour, amb una categoria 1.2.

## Palmarès
| Any  | Vencedor       | Segon                  | Tercer              |
| ---- | -------------- | ---------------------- | ------------------- |
| 2008 | Allan Johansen | Aleksejs Saramotins    | Matija Kvasina      |
| 2009 | Jacob Nielsen  | Søren Pugdahl Pedersen | Aleksejs Saramotins |